# گورستان دلی شب لیز
قبرستان دلی شب لیز مربوط به هزاره اول قم است و در شهرستان دنا، بخش یاتاوه، روستای شب لیز واقع شده و این اثر در تاریخ ۱۱ دی ۱۳۸۰ با شمارهٔ ثبت ۴۵۶۶ به‌عنوان یکی از آثار ملی ایران به ثبت رسیده است.